# Camuflaje de movimiento

Principio del camuflaje de movimiento imitando el flujo óptico del fondo. Un atacante vuela hacia un objetivo, eligiendo su trayectoria de modo que permanezca en una línea entre el objetivo y un punto real detrás del atacante; esta trayectoria difiere de la persecución clásica, y a menudo es más corta (como se ilustra aquí). El atacante aumenta su tamaño a medida que se acerca al objetivo, pero no parece moverse.

El camuflaje de movimiento es un camuflaje que proporciona cierto grado de ocultación a un objeto en movimiento, dado que el movimiento hace que los objetos sean fáciles de detectar por muy bien que su coloración se adapte a su fondo o rompa sus contornos.
La principal forma de camuflaje de movimiento, y el tipo al que generalmente se refiere el término, consiste en que un atacante imite el flujo óptico del fondo visto por su objetivo. Esto permite al atacante acercarse al objetivo aparentando permanecer inmóvil desde la perspectiva del objetivo, a diferencia de la persecución clásica (en la que el atacante se mueve en línea recta hacia el objetivo en todo momento, y a menudo el objetivo tiene la impresión de que se mueve lateralmente). El atacante elige su trayectoria de vuelo para permanecer en la línea entre el objetivo y algún punto de referencia. Por lo tanto, el objetivo no ve al atacante moverse del punto de referencia. El único indicio visible de que el atacante se está moviendo es su acecho, el cambio de tamaño a medida que el atacante se aproxima.
A veces el movimiento facilita el camuflaje, como en el dragón de mar foliado (Phycodurus eques) y algunos insectos palo. Estos animales complementan su camuflaje pasivo balanceándose como plantas en el viento o las corrientes oceánicas, lo que retrasa su reconocimiento por los depredadores.
Descubierto por primera vez en las moscas planeadoras en 1995, el camuflaje de movimiento mediante la minimización del flujo óptico se ha demostrado en otro orden de insectos, las libélulas, así como en dos grupos de vertebrados, los halcones y los murciélagos ecolocalizadores. Dado que los murciélagos que cazan de noche no pueden utilizar esta estrategia para camuflarse, se ha denominado, describiendo su mecanismo, dirección absoluta constante del objetivo. Se trata de una estrategia de búsqueda eficaz, y se ha sugerido que los misiles antiaéreos podrían beneficiarse de técnicas similares.

## Camuflaje del movimiento de aproximación

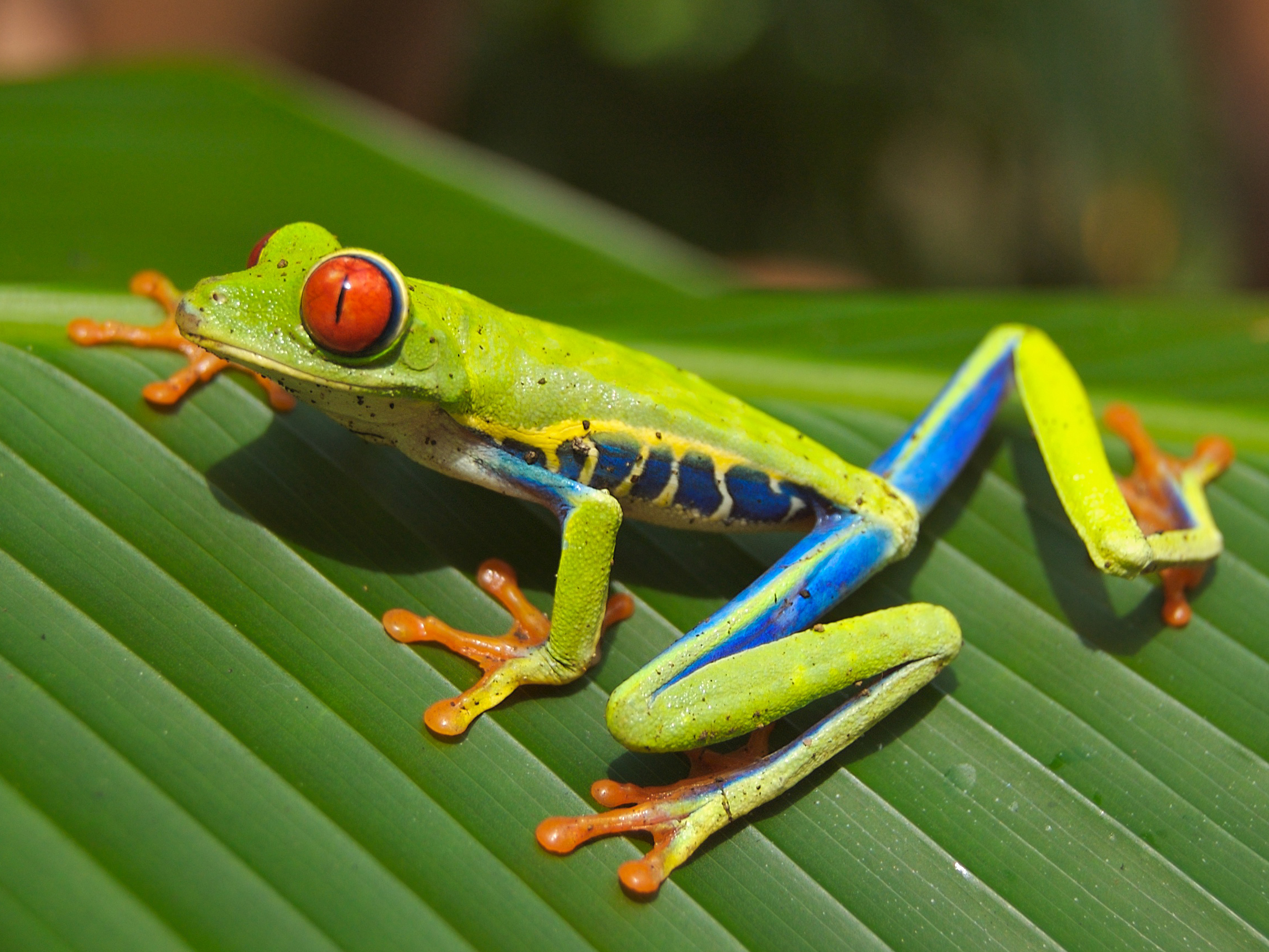
Animales como las ranas detectan muy bien el movimiento, por lo que el camuflaje de movimiento es una prioridad para los depredadores.

Muchos animales son muy sensibles al movimiento; por ejemplo, las ranas detectan fácilmente pequeñas manchas oscuras en movimiento, pero ignoran las inmóviles. Por tanto, las señales de movimiento pueden utilizarse para anular el camuflaje. Los objetos en movimiento con patrones de camuflaje disruptivo siguen siendo más difíciles de identificar que los objetos sin camuflar, sobre todo si hay otros objetos similares cerca, aunque se detecten, por lo que el movimiento no «rompe» completamente el camuflaje. De todos modos, lo llamativo del movimiento plantea la cuestión de si el propio movimiento podría camuflarse y cómo. Existen varios mecanismos posibles.

### Movimientos sigilosos
Una estrategia consiste en minimizar el movimiento real, como cuando los depredadores, como los tigres, acechan a sus presas moviéndose muy despacio y con sigilo. Esta estrategia evita eficazmente la necesidad de camuflar el movimiento.

### Minimización de la señal de movimiento

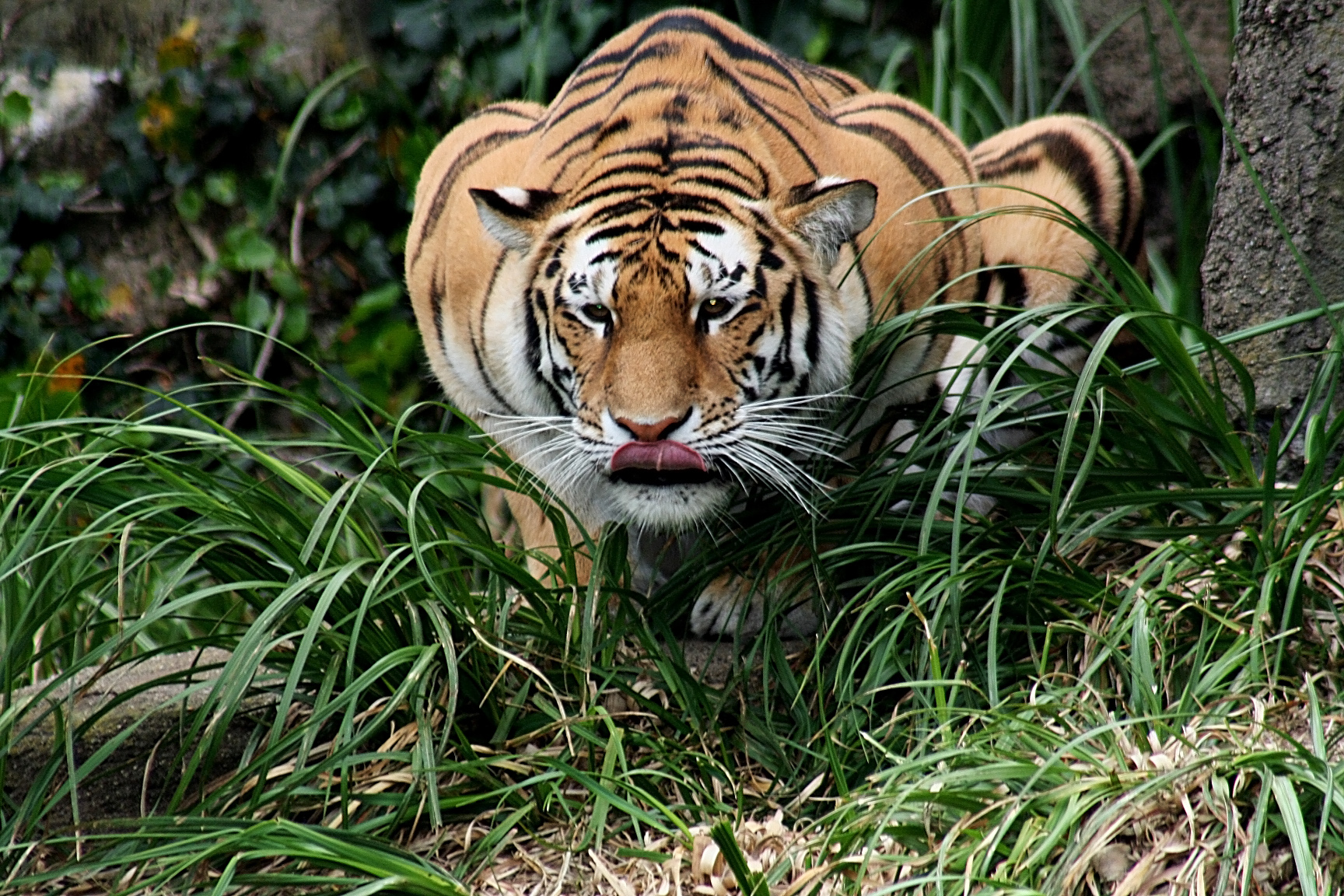
Los depredadores, como los tigres, acechan a sus presas muy lentamente para minimizar las señales de movimiento.

Cuando se requiere movimiento, una estrategia consiste en minimizar la señal de movimiento, por ejemplo, evitando agitar las extremidades y eligiendo patrones que no causen parpadeo cuando la presa los ve de frente. Las sepias pueden estar haciendo esto con su camuflaje activo al elegir formar rayas en ángulo recto con respecto a su eje antero-posterior, minimizando las señales de movimiento que se darían al ocluir y mostrar el patrón mientras nadan.

### Alteración de la percepción del movimiento

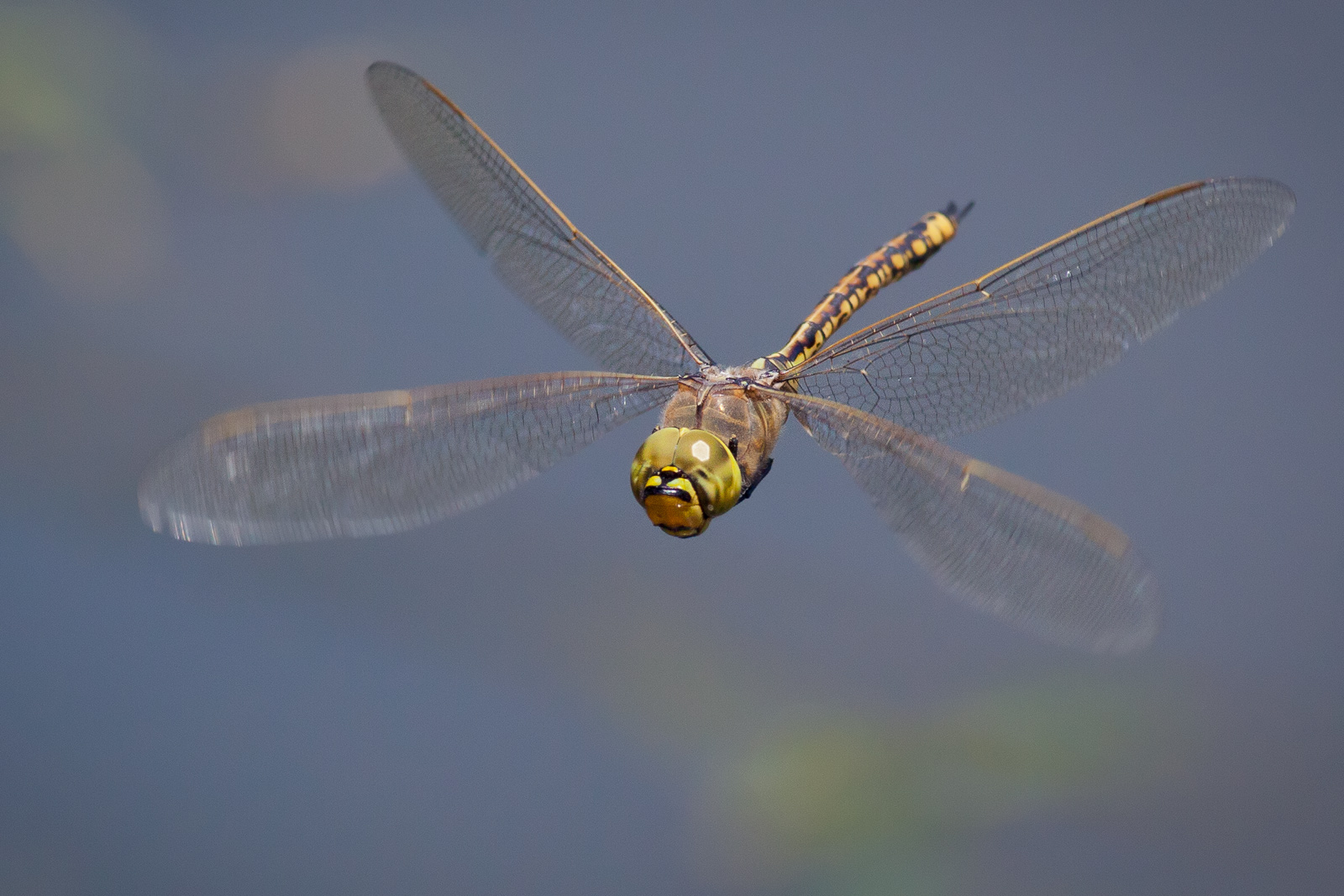
La libélula emperador australiana imita el flujo óptico de su fondo mediante un camuflaje de movimiento en puntos reales que le permite acercarse a sus rivales.

Interrumpir la percepción del movimiento del objetivo por parte del atacante era uno de los objetivos del camuflaje por deslumbramiento utilizado en los barcos durante la Primera Guerra Mundial, aunque su eficacia es discutida. Este tipo de deslumbramiento no parece ser utilizado por los animales.

### Imitar el flujo óptico del fondo
Algunos animales imitan el flujo óptico del fondo, de modo que el atacante no parece moverse cuando es visto por el objetivo. Este es el enfoque principal de los trabajos sobre camuflaje de movimiento, y a menudo se trata como sinónimo de ello.

#### Estrategias de persecución
Un atacante puede imitar el flujo óptico del fondo eligiendo su trayectoria de vuelo de modo que permanezca en la línea entre el objetivo y algún punto de referencia real o un punto a distancia infinita (dando lugar a diferentes algoritmos de persecución). Por lo tanto, no se mueve del punto de referencia visto por el objetivo, aunque inevitablemente se hace más grande a medida que se acerca. Esto no es lo mismo que moverse en línea recta hacia el objetivo (persecución clásica): en ese caso se produce un movimiento lateral visible con una diferencia fácilmente detectable en el flujo óptico con respecto al fondo. La estrategia funciona tanto si el fondo es liso como texturado.
Esta estrategia de camuflaje de movimiento fue descubierta y modelada como algoritmos en 1995 por M. V. Srinivasan y M. Davey mientras estudiaban el comportamiento de apareamiento en las moscas planeadoras. El camuflaje de movimiento se ha observado en batallas territoriales a alta velocidad entre libélulas, en las que se vio que los machos de la libélula emperador australiana, Hemianax papuensis, elegían sus trayectorias de vuelo para parecer estacionarios a sus rivales en 6 de 15 encuentros. Utilizaron estrategias de punto real y de punto infinito.

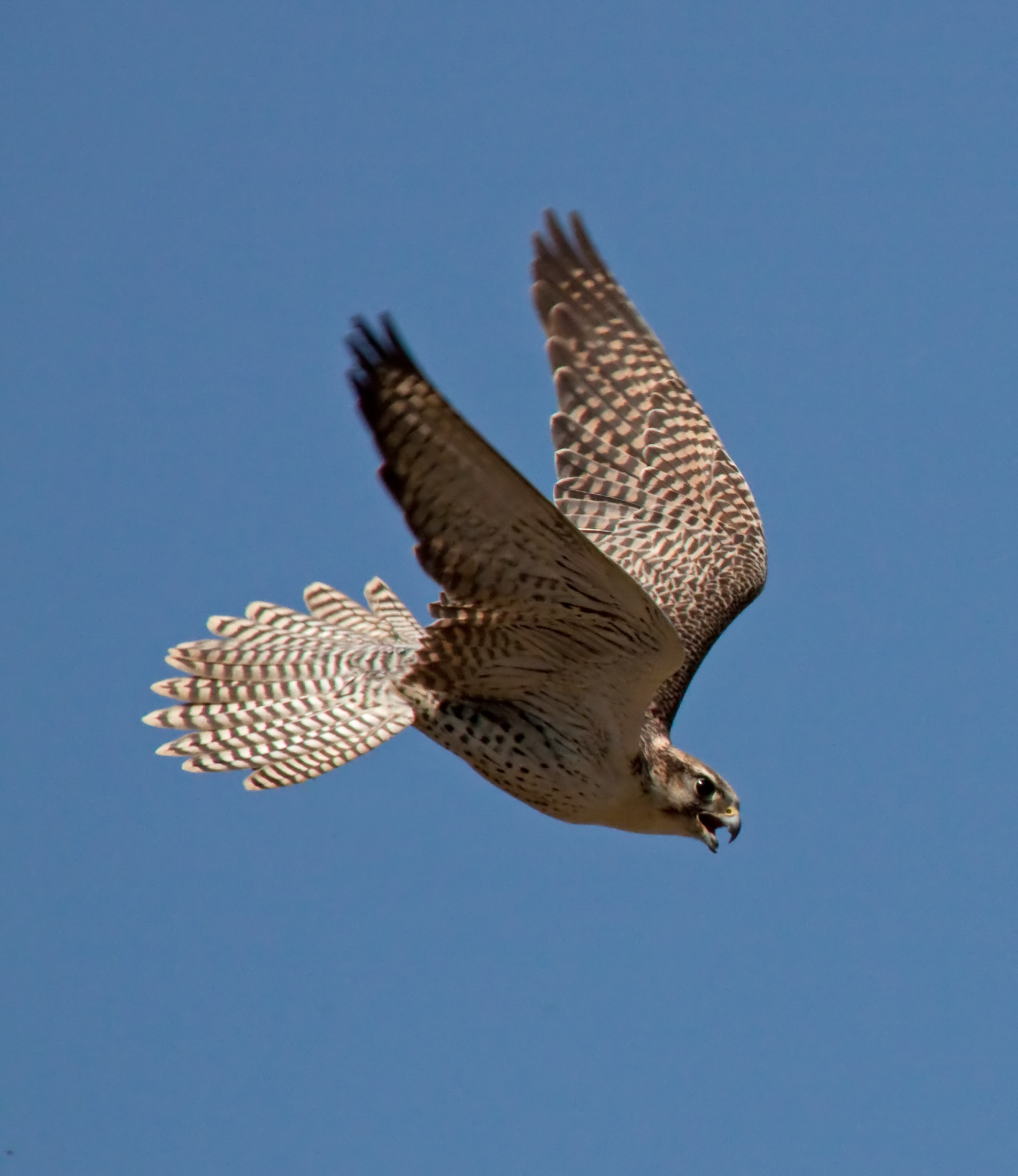
Los halcones utilizan el camuflaje de movimiento infinito para acercarse a sus presas.

La estrategia parece funcionar igual de bien en insectos y vertebrados. Las simulaciones muestran que el camuflaje de movimiento da lugar a una trayectoria de persecución más eficaz que la clásica (es decir, la trayectoria del camuflaje de movimiento es más corta), tanto si el objetivo vuela en línea recta como si elige una trayectoria caótica. Además, mientras que la persecución clásica requiere que el atacante vuele más rápido que el objetivo, el atacante con camuflaje de movimiento a veces puede capturar al objetivo a pesar de volar más despacio que él.
En navegación a vela, se sabe desde hace tiempo que si la demora entre el objetivo y el perseguidor se mantiene constante, lo que se conoce como demora constante, distancia decreciente (CBDR), equivalente a tomar un punto de referencia fijo a distancia infinita, los dos buques están en rumbo de colisión, viajando ambos en línea recta. En una simulación, esto se observa fácilmente, ya que las líneas entre ambos permanecen paralelas en todo momento.
Los murciélagos ecolocalizadores siguen una trayectoria de punto infinito cuando cazan insectos en la oscuridad. No lo hacen para camuflarse, sino por la eficacia de la trayectoria resultante, por lo que la estrategia suele denominarse dirección constante absoluta del objetivo (CATD); es equivalente a la CBDR pero permitiendo que el objetivo maniobre de forma errática.

Los murciélagos cazadores de insectos y algunos misiles siguen una trayectoria de persecución de infinitos puntos manteniéndose paralelos al objetivo («Navegación paralela»), por su eficacia más que por camuflaje.

Un estudio de 2014 sobre halcones de diferentes especies (halcón gerifalte, halcón sacre y halcón peregrino) utilizó cámaras de vídeo montadas en sus cabezas o lomos para seguir sus aproximaciones a las presas. La comparación de las trayectorias observadas con simulaciones de diferentes estrategias de persecución demostró que estas aves depredadoras utilizaban una trayectoria de camuflaje de movimiento coherente con la CATD.
La estrategia de guiado de misiles de navegación proporcional pura (PPNG) se parece mucho a la estrategia CATD utilizada por los murciélagos. Los biólogos Andrew Anderson y Peter McOwan han sugerido que los misiles antiaéreos podrían explotar el camuflaje de movimiento para reducir sus posibilidades de ser detectados. Probaron sus ideas con personas que jugaban a un juego de guerra informatizado. Las leyes de dirección para conseguir el camuflaje de movimiento se han analizado matemáticamente. Las trayectorias resultantes son extremadamente eficaces, a menudo mejores que la persecución clásica. Por tanto, la persecución con camuflaje de movimiento puede ser adoptada tanto por depredadores como por ingenieros de misiles (como «navegación paralela», para un algoritmo de punto infinito) por sus ventajas de rendimiento.
| Estrategia                                                              | Descripción | Efecto del camuflaje                                              | Especies que lo usan                                                         |
| ----------------------------------------------------------------------- | --- | ----------------------------------------------------------------- | ---------------------------------------------------------------------------- |
| Persecución clásica (guía de persecución)                               | Moverse en línea recta hacia la posición actual del objetivo en todo momento (estrategia más sencilla)                                          | Ninguno, el objetivo ve al perseguidor moviéndose contra el fondo | Abejas, moscas, escarabajos tigre                                            |
| Camuflaje de movimiento en puntos reales                                | Desplazarse hacia el objetivo manteniéndose en todo momento entre éste y un punto cercano a la salida del perseguidor.                          | El perseguidor permanece inmóvil sobre el fondo (pero se agranda) | Libélulas, moscas voladoras                                                  |
| Camuflaje de movimiento de punto infinito (CATD, «Navegación paralela») | Avanzar hacia el objetivo manteniendo la línea hacia el objetivo paralela a la línea entre la salida del perseguidor y el objetivo en la salida | El perseguidor permanece en una dirección constante en el cielo   | Perros, humanos, moscas planeadoras, peces teleósteos, murciélagos, halcones |

## Camuflaje por movimiento

### Vaivén: cripsis de movimiento o mascarada

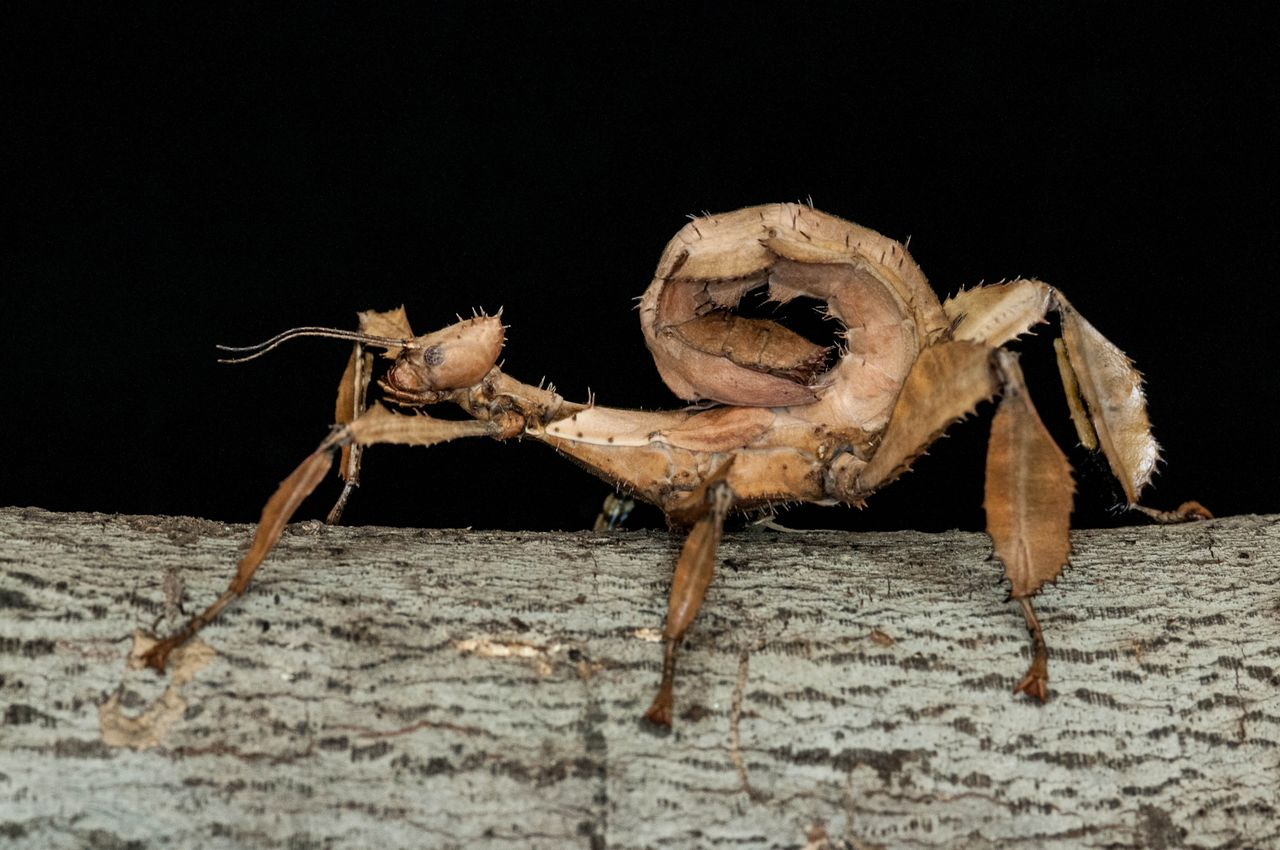
El críptico insecto palo Extatosoma tiaratum se mece al viento como el follaje.

Los animales muy crípticos, como el dragón de mar foliado, el insecto palo Extatosoma tiaratum y las mantis, practican el balanceo. Estos animales se asemejan a la vegetación por su coloración, el llamativo contorno de su cuerpo con apéndices parecidos a hojas y la capacidad de balancearse eficazmente como las plantas que imitan. E. tiaratum se balancea activamente de un lado a otro o de un lado a otro cuando se le molesta o cuando hay una ráfaga de viento, con una distribución de frecuencias similar al susurro del follaje al viento. Este comportamiento puede representar cripsis de movimiento, que impide la detección por parte de los depredadores, o enmascaramiento de movimiento, que favorece la clasificación errónea (como algo distinto a una presa), o una combinación de ambos, por lo que también se ha descrito como una forma de camuflaje de movimiento.